# Diego Sandoval
Diego Sandóval (Santa Cruz de la Sierra, Bolivia, 22 de julio de 1991) es un futbolista boliviano. Juega de mediocampista y su equipo actual es el Universitario de Sucre de la Liga de Fútbol Profesional Boliviano.

## Clubes
| Club                   | País    | Año             |
| ---------------------- | ------- | --------------- |
| Blooming               | Bolivia | 2012 - 2013     |
| Universitario de Sucre | Bolivia | 2014 - presente |